# Outback Steakhouse
Outback Steakhouse es una cadena de restaurantes en el continente americano con sede en Tampa (Florida) con más de 900 ubicaciones en 23 países de Norte y Sur América, Asia, y Australia.
Se especializa en los dos estándares de calidad de carne más altos: USDA Choice (seleccionados por el Departamento de Agricultura de EE. UU.) y US Prime (primera calidad de EE. UU.), en un ambiente estilo australiano.
Fue fundada en febrero de 1988 por Bob Basham, Trudy Cooper, Chris T. Sullivan, y Tim Gannon. En EE. UU. es operado por la empresa OSI Restaurant Partners, y en otros países por franquicias y acuerdos de empresas internacionales.
El 14 de junio de 2007, OSI Restaurant Partners completó un plan de recompra de valores, y la empresa es ahora privada. Otras cadenas de restaurantes OSI incluyen
- Carrabba’s Italian Grill,
- Bonefish Grill,
- Roy’s,
- Flemings y
- Cheeseburger in Paradise.

En Hong Kong, a partir del 2007, hay cinco parrillas Outback Steakhouse.

## Tema
Como su nombre indica, Outback Steakhouse tiene una fuerte inspiración en el desierto australiano (al que se llama Outback), ejemplificado por
bumeranes,
cocodrilos de peluche,
mapas de Australia,
una reproducción del casco de Ned Kelly,
látigos,
didgeridoos, y
pinturas de artistas aborígenes.
Elementos de menú son en gran medida el nombre de los lugares en Australia, incluyendo la
Faja Ayers Rock,
el pollo Alice Springs, y
costilla Rockhampton rib eye.
Otros son el nombre de animales, como
Kookaburra Wings o
Wallaby Darned.
Algunos elementos son de su nombre de las profesiones agrícolas, como la Jackaroo Chops o Zara, la Platter.
Otros todavía toman sus nombres de referencias populares, como el de Mad Max y la parrilla de Burger Camarón On The Barbie.
A principios de 2007 Outback eliminó de su menú algunos de sus estilos australianos.
El New York Strip Steak, Ribeye, Pork Chops, hamburguesa y Mad Max son algunos de los elementos de menú más populares a perder sus apodos australianos.

## Cocina
A pesar de su tema principal, Outback Steakhouse también sirve cocina estadounidense, con influencias criollas.
Toda la carne es muy condimentada, incluyendo una mezcla de 17 especias para bistecs.
La mayoría de mariscos son servidos con una salsa remoulade criolla.
Outback facturas de los alimentos como su "pleno sabor". Por su fritas alimentos vegetales en la reducción, y los usos reales de mantequilla y crema en muchos platos. Las hamburguesas son de tierra de ternera. Los menús son muy regionalizados. y la batata aparece en algunos platos en América del Sur. Oriental lugares ofrecen a menudo la cola de langosta de Maine, mientras que los lugares con frecuencia sirven occidental de Alaska King Crab piernas y pasteles.
Aunque varios de los elementos del menú son la parrilla, filetes se preparan en una crepera mantequilla utilizando como medio de transmisión de calor. Debido a que son cocinados exclusivamente por conducción, sus superficies se cocinan mucho más rápidamente que sus centros, y de manera no estándar Outback tiene una carne doneness escala.
El Bloomin 'Onion es una firma Outback tema. Es una libra de cebolla cortada a la 'flor' abiertos, de pan, frito y servido con rábano picante-mostaza aïoli. Otros restaurantes ofrecen artículos similares a la Bloomin 'Cebolla, como en Chili's Awesome Blossom y Lone Star Steakhouse & Saloon de Texas Rose.
Outback selecciones de la barra son también muy regionalizado. La mayoría de Outbacks servir Foster's Lager, la marca de un australiano de la cerveza se vende en gran parte fuera de Australia. Otras cervezas australianas incluyen Coopers Premium Lager, Ale Coopers espumoso, Coopers Pale Ale y Boag. Vino selecciones también varían, pero a menudo incluyen los de las bodegas de Australia como de cola amarilla, y Foster's Group explotaciones Lindemans y Rosemount Estates.

## La participación de la comunidad
Outback ha patrocinado numerosas organizaciones deportivas y concursos, entre ellos el Outback Bowl NCAA Football, NASCAR, el Outback Steakhouse Pro-Am en el Champions Tour, el Outback Campeón de la Serie de Tenis, y de la NFL (apoyado por el Outback Steakhouse John Madden NFL Cruiser).
Tras los ataques terroristas contra EE. UU. del 11 de septiembre de 2001, esta empresa fue una de las que más lucró, mediante servicios de alimentación para los rescatistas, bomberos, trabajadores y personal de emergencia.
La compañía también se ha enriquecido mediante el suministro de alimentos de primera calidad a las tropas estadounidenses que invadieron Afganistán e Irak.
En junio de 2002, durante la operación Libertad Duradera, esta empresa —pagada por el gobierno estadounidense—instaló un centro en Kandahar, para alimentar a 6000 militares.
En enero de 2003, se aumentó el número a 13 000 en Kandahar y Bagram.
En enero de 2004, durante la operación Libertad Iraquí, veintiún voluntarios fueron enviados para atender a las tropas en Baqubah, Mosul y la base aérea de Al Asad.
En septiembre de 2005, esta empresa fue la encargada de preparar alimentos para 16.000 del USS Nimitz en el campamento de Le Monier.
En 1997 la empresa entró en el mercado de Corea del Sur a través de la franquicia de acuerdo con Aussie Chung Inc.
En la actualidad, hay cerca de 70 parrillas Outback Steakhouse en todo Corea del Sur.

## Relaciones políticas
Esta empresa fue contribuyente principal del expresidente George W. Bush, con 303.015 y 334.197 dólares en las elecciones de 2000 y 2004, respectivamente.
La empresa es blanco de un boicot por parte de Life Decisions International (relacionada con Planned Parenthood).